# Okorvölgy
Okorvölgy – wieś i gmina w południowej części Węgier.
Administracyjnie Okorvölgy należy do powiatu Szentlőrinc, wchodzącego w skład komitatu Baranya i jest jedną z 20 gmin tego powiatu.